# منطقه اداری ۴ (عفر)
منطقه اداری۴ (به لاتین: Administrative Zone 4 (Afar)) یک سکونتگاه مسکونی در اتیوپی است که در منطقه عفر واقع شده‌است.

## خصوصیات
منطقه اداری۴ ۱۱٬۲۰۲٫۷۵ کیلومترمربع مساحت و ۲۷۳٬۱۸۰ نفر جمعیت دارد.